# Напредняки
Сербская прогрессивная партия (серб. Српска напредна странка, напредняки) была одной из четырёх наиболее важных политических партий в Королевстве Сербии до Первой мировой войны. Партия существовала с 1881 года до 1896 года, затем снова с 1906 до 1919. Действовала и в Королевстве Сербов, Хорватов и Словенцев с 1920 до 1925 года. Она была создана так называемыми младоконсерваторами в 1881 году, и была первой политической партией в Сербии.
Партия требовала укрепления национального собрания, бюджетного права, подотчетность министров, децентрализацию через коммунальное самоуправление, свободу печати, судебную независимость, гражданские права и свободы, просвещение и экономические реформы и народную армию. Во внешней политике он искала сотрудничество с сербами в диаспоре, и со всеми славянскими народами. В своем первом периоде во власти обеспечила свободу печати, создания ассоциаций и сбора, в первый раз приводит свободные выборы в Сербии и на основе парламентаризма и работает по амнистии всех политических заключенных.
Во втором этапе напредняки выступали противниками идей либерализма, что закончилось роспуском партии решением суда в 1896 году. Бывшие её члены вновь учредили партию в 1906 году, вернувшись к изначальным либеральным идеям. СПП становится менее оппозиционной партий, а умеренной либеральной консервативной, вплоть до объединения в Демократическую партию.

## История

### Королевство Сербия
Учреждена в январе 1881 года вокруг группы младоконсерваторов, которые собрались вокруг газеты «Видело» («Свет»). Первыми членами Прогрессивной партии были Милан Пирочанац (первый президент, до 1886), Милутин Гарашанин (второй президент, до 1898), Нардеп Новакович (президент после реставрации 1906) и Чедомил Миятович. Обычно их считают преемниками группы старых консерваторов (Илия Гарашанин, Иоанн Маринович, Даниил Стефанович, Никола и Филипп Христич, Георгий Ценич, Коста Цукич), но руководители напредняков были гораздо более либеральными и современными.
СПП пришла к власти при поддержке герцога Милана Обренович и проводила его либеральные реформы, будучи убежденной, что это единственный путь к реальной независимости и прогрессу Сербии. В первое время были в союзе с радикалами, но они быстро вошли в конфликт из-за власти и политических принципов. Приняла первые и передовые законы о просвещении, судах, политических партиях, Национальном банке и постоянной армии. После Тимокского восстания 1883 и Сербско-болгарской войны в 1885 году становится зависимым от короля Милана, но и непопулярной в народе. После 1887 года находится в оппозиции. 140 напредняков были убиты из мести 1889 году, когда радикалы образовали правительство.
В 1895 году формируется правительство Стояном Новаковичем, а в конце 1896. после падения правительства, партия распускается. Часть напредняков участвует в правительстве с радикалами Николая Пашича в 1901—1902 году. 30 января 1906 года партия была восстановлена под руководством Новаковича (Гарашанин умер в 1898 году). Тогда и был основан клуб прогрессистов. До 1919 в парламенте было несколько оппозиционных депутатов, за исключением 1909 года, когда Новакович во время аннексии Боснии и Герцеговины.
В 1914 году под руководством Живокина Перича небольшое количество напредняков основывают Консервативную партию.

### После Первой мировой войны
После Первой мировой войны, напредяки вместе с либералами и некоторыми радикалами, большей частью сербского и меньшей хорватского крыльев Хорватско-сербской коалиции приняли участие в создании Демократической партии Любомира Давидовича